# جامعة سيمون بوليفار
جامعة سيمون بوليفار (بالإنجليزية: Simón Bolívar University)  هي جامعة، تأسست في 1966، في فنزويلا، وكولومبيا.